# شولكش زنغوا (تشنار)
شولكش زنغوا (بالفارسية: شولکش زنگوا) هي قرية تقع في إيران في قسم تشنار الريفي.